# Stuck (album)
Pour les articles homonymes, voir Stuck.
Albums de Puddle of Mudd
Abrasive
(1997)
Stuck est le premier album du groupe de post-grunge américain Puddle of Mudd et fut publié à Kansas City en 28 avril 1994. Le jeune groupe avait gagné un concours régional qui lui avait permis d'enregistrer l'album, qui est une rareté difficile à trouver aujourd'hui. Sur cet album se trouve la première version de la chanson Drift & Die qui deviendra plus tard un énorme succès en étant choisie comme single de l'album Come Clean.

## Liste des titres
1. You don't know 3:32
2. Used 3:13
3. Drift & die 3:36
4. Harassed 4:16
5. Poke out my eyes 4:19
6. Prisoner 3:08
7. Suicide 3:32